# Thuận Hòa, Tuyên Quang
Thuận Hòa là một xã thuộc tỉnh Tuyên Quang, Việt Nam.

## Địa lý
Xã Thuận Hòa có vị trí địa lý:
- Phía đông giáp xã Tùng Bá
- Phía tây giáp huyện Quản Bạ và xã Minh Tân
- Phía nam giáp thành phố Hà Giang và xã Phong Quang
- Phía bắc giáp huyện Quản Bạ.

Xã Thuận Hòa có diện tích 108,40 km², dân số năm 2019 là 6.922 người, mật độ dân số đạt 64 người/km².

## Hành chính
Xã Thuận Hòa được chia thành 15 thôn, bản: Mịch A, Mịch B, Hòa Sơn, Hòa Bắc, Lũng Buông, Lũng Cáng, Pồng Trằm, Khâu Mèng, Minh Phong, Khâu Trà, Minh Tiến, Lũng Khỏe A, Lũng Khỏe B, Lũng Pù, Lũng Rầy